# CH-14鷂式直升機
CH-14鷂式（西班牙語：Aguilucho）是一款由西卡雷研製的輕型實驗直升機。

## 發展
2005年，阿根廷陸軍航空兵委託奧古斯托·西卡雷建造一款輕型直升機。該原型機於2007年初完成，並於2007年3月19日首飛。該機於2007年11月23日的“陸軍航空日”(Army Aviation Day)期間首次公開亮相。

## 外部連結
- "Argentina's Little Eagle takes flight" （页面存档备份，存于）, Flight International